# 中土大陸
中土大陸或中土世界（英語：Middle-earth），又译为中洲、中原大陆，是出現在J.R.R.托爾金小說著作中的一塊架空世界艾爾達中的大陸和世界，這名稱來自於古英語中的「middangeard」，字面含义是“中间的土地”，意指「人類居住的陸地」。在中土大陸發生的故事，有《哈比人歷險記》、《魔戒》和《精靈寶鑽》等。
1971年，托爾金在受訪時指出：「許多人誤解中土是某塊特别的大陸或者是某種科幻設定的其他星球。但其實中土只是我们所在的這個世界的一个古老稱呼，被構想成一片被海洋環繞的大陸。」

## 中土世界的領土
這是托爾金魔幻小說中已知的領地名單。

### 第一紀元及以前

#### 矮人領地
- 凱薩督姆（Khazad Dûm）
- 貝磊勾斯特（Belegost）
- 諾格羅德（Nogrod）

#### 敵人領地
- 戴德洛斯（Dor Daedeloth）
  - 安格班（Angband）
  - 烏頓（Udûn）

#### 精靈領地

##### 諾多領地
- 米斯林（Hithlum）
  - 多爾露明（Dor-lómin）
  - 内瓦拉斯特（Nevrast）
- 納國斯隆德（Nargothrond）
- 多索尼安（Dorthonion）
- 西瑞安島（Tol Sirion）
- 貢多林（Gondolin）
- 梅斯羅斯防界（March of Maedhros）
- 東貝爾蘭（East Beleriand）
  - 海姆拉德（Himlad）
  - 薩吉理安（Thargelion）
  - 梅格洛爾低谷（Maglor's Gap）

##### 灰精靈領地
- 法拉斯（Falas）
- Eglador，即後來的多瑞亞斯（Doriath）

##### 阿瓦利及南多精靈領地
- 羅斯洛立安（Lothlórien）
- 歐西瑞安（Ossiriand）
- 多溫尼安（Dorwinion）

#### 人類領地
- 伊斯托拉德（Estolad）
- 多爾露明（Dor-lómin），第一世紀400年開始有人類居住
- 貝西爾（Brethil）
- 拉德羅斯（Ladros）

#### 樹人領地
- 伊利雅德（Eriador）森林
- 法貢森林（Fangorn forest）
- 南貝爾蘭森林（Forests of South Beleriand）

### 第二紀元

#### 人類領地

##### 努曼諾爾
- 努曼諾爾（Númenor）
  - 隆得戴爾（Lond Daer）
- 亞爾諾（Arnor）
- 剛鐸（Gondor）
- 昂巴（Umbar）

##### 其他
- 伊瑞德尼姆拉斯（Ered Nimrais）
- 伊利雅德（Eriador）的人類
- 伊寧威治（Enedwaith）及敏西力亞斯（Minhiriath）
- 督亞威治羅爾（Drúwaith Iaur）及督伊頓森林（Drúadan Forest）的督伊頓人（Drúedain）

#### 精靈領地

##### 阿瓦利及南多精靈領地
- 羅斯洛立安
  - 艾德西隆得（Edhellond）

##### 諾多精靈領地
- 伊瑞詹（Eregion）
- 林頓（Lindon）

##### 灰精靈領地
- 幽暗密林（Mirkwood）

#### 矮人領地
- 貝磊勾斯特（Belegost）
- 凱薩督姆（Khazad Dûm）

#### 敵人領地
- 魔多（Mordor）
  - 西力斯昂哥（Cirith Ungol）

### 第三紀元

#### 人類領地

##### 登丹聯盟
- 剛鐸（Gondor）
  - 多爾安羅斯（Dol Amroth）
  - 昂巴（Umbar）
- 亞爾諾（Arnor）
  - 雅西頓（Arthedain）
  - 卡多蘭（Cardolan）
  - 魯道爾（Rhudaur）
- 羅馬尼安王國（Kingdom of Rhovanion）
- 伊歐西歐德（Éothéod）
  - 洛汗（Rohan）
- 河谷鎮（Dale）及伊斯加（Esgaroth）
- 布理（Bree）
- 登蘭德（Dunland）

##### 其他
- 哈拉德威治（Haradwaith）
- 侃德（Khand）
- 盧恩（Rhûn）

#### 精靈領地

##### 諾多及灰精靈領地
- 林頓（Lindon）
- 羅斯洛立安（Lothlórien）
- 幽暗密林（Mirkwood）
- 瑞文戴爾（Rivendell）

#### 矮人領地
- 凱薩督姆（Khazad-dûm）
- 貝磊勾斯特（Belegost）
- 孤山（Erebor）
- 伊瑞德米斯林（Ered Mithrin）
- 鐵丘陵（Iron Hill）

#### 哈比人領地
- 格拉頓平原（Gladden Fields）
- 夏爾（The Shire）
- 布理（Bree）

#### 樹人領地
- 法貢森林（Fangorn forest）

#### 敵人領地
- 魔多（Mordor）
  - 巴拉多（Barad-dûr）
- 多爾哥多（Dol Guldur）
- 安格馬（Angmar）
- 艾辛格（Isengard）

### 第四紀元

#### 人類領地
- 重聯王國

自治領土：
- 矮人自治領土愛加拉隆（Aglarond）
- 登丹人自治領土督伊頓森林（Drúadan Forest）
- 哈比人自治領土夏爾（The Shire）
- 樹人自治領土歐散克塔

- 洛汗（Rohan）
- 哈拉德威治（Haradwaith）
- 侃德（Khand）
- 盧恩（Rhûn）
- 諾恩（Núrn）
- 河谷鎮（Dale）及伊斯加（Esgaroth）
- 多溫尼安（Dorwinion）

#### 矮人領地
- 鐵丘陵（Iron Hill）
- 愛加拉隆（Aglarond）
- 孤山（Erebor）
- 摩瑞亞（Moria）

#### 精靈領地
- 巨綠森（Greenwood The Great）
- 羅瑞安（Lórien）
- 伊西力安（Ithilien）
- 林頓（Lindon）
- 瑞文戴爾（Rivendell）

## 種族及生物
在中土大陸中，除了人類以外，還存在著各式各樣的種族和生物，包括哈比人、矮人、精靈、巫師、巨鷹、惡龍以及半獸人……等等，每個族群皆各自有其特色。

## 與地球地理的對應
托爾金曾強調「其實中土大陸只是我們所在的這個世界的一个古老稱呼」，他在被人問到中土大陸的地理位置時說：「在精靈語中，盧恩就是東的意思，亞洲、中國、日本，和西方人覺得遙遠東方的一切。而哈拉德之南則是非洲，酷熱的地方。」中土大陸所在的位置是西北歐，托爾金說那裡是他「想像力源起之處」；魔多則大約在巴爾幹半島。至於哈比人所在的夏爾則是在英格蘭，托爾金曾說「哈比人就是英國人」，有一次他在牛津東方幾哩處指著幾個小山坡對同車的記者吉爾比說：「那就是哈比人住的地方」:181-182，此外他曾在一張中土大陸地圖上註解說哈比屯「大約在牛津的緯度」。

## 改編
彼得·傑克森電影《魔戒三部曲》及《哈比人三部曲》的劇組在打造影片裡的中土大陸時力求逼真，傑克森說：「我做魔幻題材更多是把它看作歷史事實，而不是像别人想象和編造的一個世界，精靈也好，矮人也好，我相信幾千年前確實存在過那樣的一個世界」。傑克森六部電影中的中土大陸幾乎都是在紐西蘭拍攝取景的，這使紐西蘭成為全球魔戒粉絲的朝聖之處。

## 外部連結
- 托爾金官方網站（页面存档备份，存于） （英文）
- 阿爾達百科全書（页面存档备份，存于） （英文）
- Tolkien Gateway（页面存档备份，存于） （英文）
- 魔戒維基（页面存档备份，存于）（Wikia）（英文）
- 魔戒中文维基[永久]